# Эйсагирре, Игнасио
Игна́сио Эйсаги́рре Арре́ги (исп. Ignacio Eizaguirre Arregui; 7 ноября 1920, Сан-Себастьян, Гипускоа — 1 сентября 2013, там же) — испанский футболист и тренер.
Игнасио Эйсагирре — первый в истории «Валенсии» вратарь-обладатель Трофея Саморы и первый вратарь «Валенсии», ставший основным голкипером национальной сборной, по праву входит в число легендарных футболистов валенсийского клуба.

## Клубная карьера
Начав заниматься футболом в различных спортивных академиях родной Страны Басков, Игнасио Эйсагирре в 1936 году стал игроком молодёжной команды «Реал Сосьедада» — клуба, за который некогда играл его отец, Агустин Эйсагирре. В 1939 году Игнасио дебютировал в основном составе сан-себастьянского клуба, выступавшего в то время в Сегунде. На молодого голкипера обратило внимание руководство выходившей на первые роли в испанском футболе «Валенсии». Переговоры руководителей двух клубов о трансфере вратаря оказались затяжными и, возможно, оказались бы для «Валенсии» безрезультатными, если бы не поддержка Агустина Эйсагирре, отца Игнасио, с самого начала высказавшегося в пользу перехода. Трансфер Игнасио Эйсагирре стал самым дорогим трансфером сезона: молодой голкипер обошёлся валенсийцам в 40 тысяч песет. Как показало дальнейшее, сделка для «Валенсии» была удачной и себя окупила.
В воротах «Валенсии» Игнасио Эйсагирре дебютировал в 13 туре сезона 1941/42, в выездном матче против мадридского «Реала». Дебют получился крайне неудачным: валенсийский клуб пропустил в свои ворота 5 безответных мячей, а молодой вратарь на следующие несколько туров сел в запас. В следующий раз он вышел на поле в Бильбао, в матче против местного «Атлетика», ставшем для «Валенсии» победным. После этого матча Игнасио Эйсагирре утвердился в качестве основного вратаря клуба, а «Валенсия», завершив сезон на первом месте, завоевала первый в своей истории чемпионский титул. Через 2 года валенсийцы повторили свой успех, вновь став чемпионами Испании; для Игнасио Эйсагирре этот сезон был успешным вдвойне: по его итогам вратарь стал лучшим голкипером Примеры, завоевав помимо чемпионского титула Трофей Саморы. В следующем сезоне Игнасио Эйсагирре вновь стал обладателем Трофея Саморы, став, таким образом, не только первым вратарём «Валенсии», получившим эту награду, но и первым, получившим Трофей Саморы дважды подряд (лишь через 57 лет достижение Эйсагирре смог повторить другой выдающийся голкипер «Валенсии» — Сантьяго Каньисарес).
В последующие годы Игнасио Эйсагирре пополнил свою коллекцию трофеев, став в составе «Валенсии» чемпионом сезона 1946/47 и обладателем Кубка страны 1949 года.
В 1950 году, отыграв в составе «Валенсии» 9 сезонов, Игнасио Эйсагирре вернулся на родину, перейдя в клуб, в котором начинал свою профессиональную карьеру — «Реал Сосьедад». Закончил карьеру игрока вратарь в 1959 году, в «Осасуне».

## Карьера в сборной
В национальной сборной Игнасио Эйсагирре дебютировал в 1945 году, в матче со сборной Португалии. За 7 лет в сборной голкипер провёл в её составе 18 матчей, пропустив 31 мяч.
Чемпионат мира 1950 года Игнасио Эйсагирре начал в качестве основного вратаря сборной, но по ходу турнира, получив травму, уступил место в воротах Антони Рамальетсу из «Барселоны». К финальному для испанцев матчу чемпионата Игнасио Эйсагирре восстановился и вновь занял своё место в воротах, но помочь своим партнёрам завоевать медали не смог: испанцы, уступив сборной Швеции 3:1, стали только четвёртыми.

## Тренерская карьера
Карьеру тренера Игнасио Эйсагирре начал сразу же по окончании игровой карьеры, возглавив в 1959 году «Осасуну», последний клуб, в котором выступал, как игрок. На протяжении последующих 14 лет он тренировал ещё 5 клубов, но успехов на тренерском поприще по сравнению с его достижениями в качестве игрока добился весьма скромных.

## Достижения
- Личные:

Обладатель Трофея Саморы (2): 1944, 1945
- Командные:

Чемпион Испании (3): 1942, 1944, 1947
Обладатель Кубка Испании: 1949

## Интересные факты
Игнасио Эйсагирре — не только потомственный футболист, но и потомственный вратарь: его отец, Агустин Эйсагирре, 12 лет защищал ворота клуба «Реал Сосьедад» и считается одним из лучших вратарей в истории клуба из Сан-Себастьяна.
Гильермо Эйсагирре, другой известный в прошлом голкипер «Красной фурии» и тренер, под руководством которого Игнасио выступал на чемпионате мира 1950 года, родственных связей с Игнасио Эйсагирре не имеет: они просто однофамильцы.